# كيم تشانغ-هي (لاعب كرة قدم)
كيم تشانغ-هي (هانغل: 김창희) هو لاعب كرة قدم كوري جنوبي في مركز الوسط، ولد في 8 يونيو 1987 في كوريا الجنوبية. شارك مع منتخب كوريا الجنوبية تحت 20 سنة لكرة القدم. أما مع النوادي، فقد لعب مع Daejeon Korail FC ‏.